# Piotr Kastylijski (1290–1319)
Piotr Kastylijski, hiszp. Pedro de Castilla (ur. 1290 w Valladolid, zm. 25 czerwca 1319 w Pinos Puente) – Infant Kastylii i Leónu, syn króla Sancho IV i jego żony Marii de Molina.
Pan na Cameros, Almazán, Berlanga, Monteagudo i Cifuentes, majordom dworu królewskiego na dworze swojego brata Ferdynanda IV w latach 1310-11. Po śmierci brata, mianowany w 1312 roku wraz ze swoją matką Marią de Molina, opiekunem swojego bratanka, małoletniego króla Alfonsa XI.